# Tjocknäbbad spindeljägare
Tjocknäbbad spindeljägare (Arachnothera crassirostris) är en fågel i familjen solfåglar inom ordningen tättingar.

## Utseende och läte
Tjocknäbbad spindeljägare är en 16–17 lång fågel med lång och böjd näbb. Fjäderdräkten är olivbrun ovan, undertill gul. På huvudet syns svaga gula halvmånar runt ögat och små fläckar på hjässan. Lätena består av ihärdigt hårda nasala och tjattrande ljud som får fågeln att verka större än vad den är.

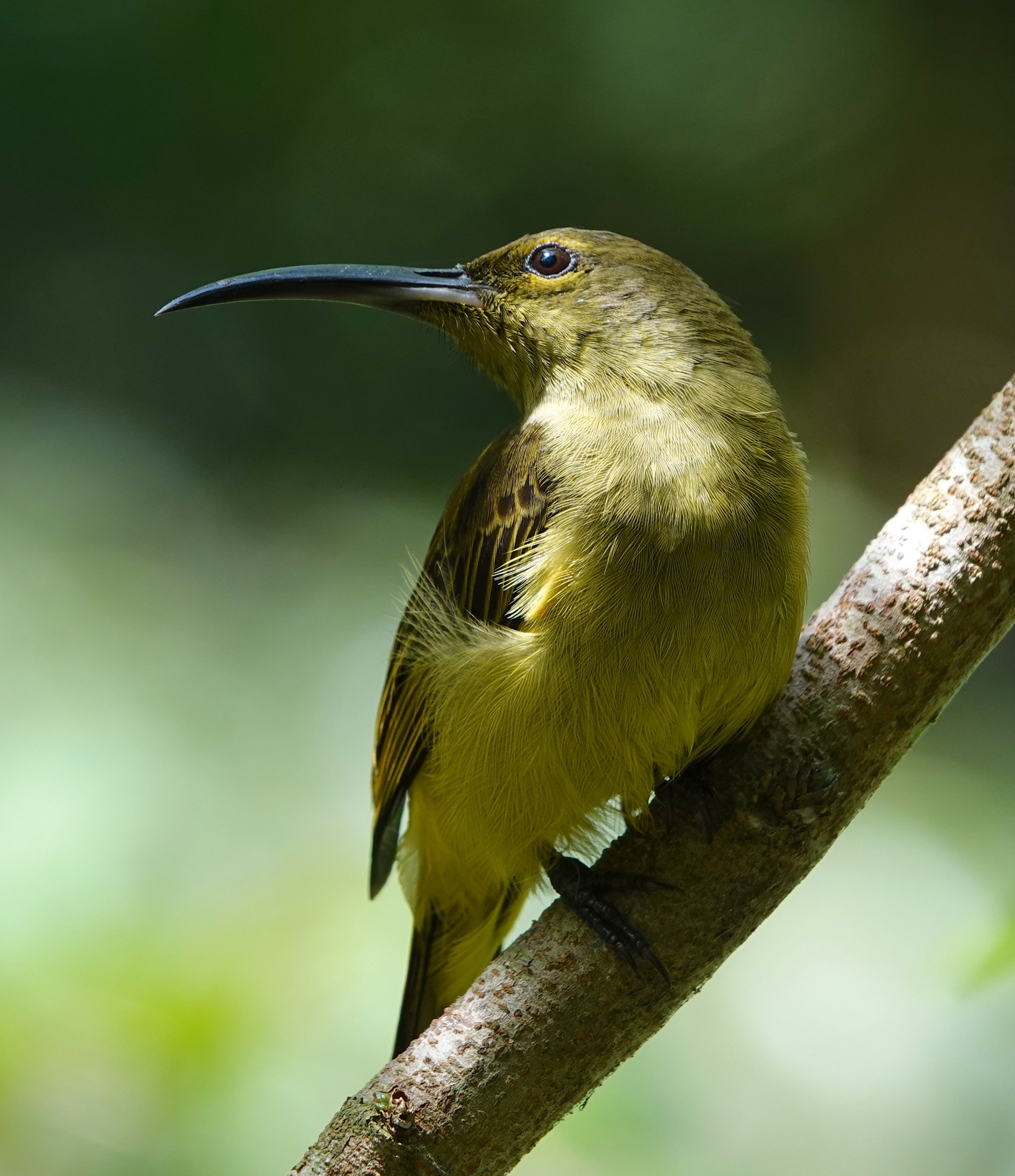

## Utbredning och systematik
Fågeln förekommer i skogar i södra Thailand samt på Malackahalvön, Sumatra och Borneo. Den behandlas som monotypisk, det vill säga att den inte delas in i några underarter.

## Levnadssätt
Tjocknäbbad spindeljägare hittas i regnskog i lågland och lägre bergstrakter. Där ses den födosöka i träden på medelhög höjd genom att plocka insekter från lövverket och dricka nektar från blommor. På Malackahalvön har den noterats lägga ägg i slutet av april, med ungar i boet i början av juni och utflugna ungfåglar fortfarande beroende av föräldrarna i början av maj.

## Status och hot
Arten har ett stort utbredningsområde, men tros minska i antal, dock inte tillräckligt kraftigt för att den ska betraktas som hotad. Internationella naturvårdsunionen IUCN listar därför arten som livskraftig (LC).